# Anna-Lisa Brunnberg
Anna-Lisa Brunnberg, född 2 september 1919 i Stockholm, död 28 juni 2014 i Huddinge, var en svensk handbollsspelare. Hennes flicknamn var Andersson och senare hette hon Andersson-Wallin innan hon gifte sig Brunnberg. Hon spelade 1946 till 1958 28 landskamper för Sverige.

## Klubbkarriär
Anna-Lisa Andersson beskrivs i Boken om handboll 1953 med följande presentation: 
Fröken, Stockholm född 2 september 1919. Hon började spela 1935 i den socialdemokratiska ungdomsklubbens flicklag, kom 1937 till IK Götas damlag och tillhör från 1947 Älvsjö AIK. Fröken Andersson har hemfört 15 segrar i DM, 15 seriesegrar och två SM. Hon innehar ett hundratal plaketter samt ett tiotal diplom, är Stor Grabb sedan 1949 samt har representerat Sverige i tre Nordiska mästerskap. Är vidare aktiv i slungboll och gymnastik samt har verkat som ungdomsledare.
Hon spelade kvar i Älvsjö AIK till landslagskarriärens slut 1958 men det är oklart vilket år hon sedan slutade spela handboll.

## Landslagskarriär
Den äldre statistiken i handbollsboken redovisar 28 landskamper för Anna-Lisa Brunnberg, med första landskampen i Sveriges första landskamp utomhus mot Norge i Oslo den 29 september 1946 som Sverige vann med 5-2 och Brunnberg stod för ett av målen. Under 1940-talet och 1950-talet spelades tävlingslandskamperna i Nordiska mästerskapet och även VM 1957 utomhus, låt vara att 1957 års VM spelades på liten inomhusplan med 7-mannalag. Det är alltså de viktigaste landskamperna som inte tas upp i den nya statistiken. Enligt boken om handboll hade hon 1953 spelat 14 landskamper 1953. I boken redovisas de första tolv utomhuslandskamperna nedan och det är troligen NM 1953 och 1955 som står för de resterande 6 landskamperna till 18 landskamper utomhus men källa saknas för dessa sex sista.
Enligt den nya statistiken som bara innefattar landskamper inomhus har hon spelat 10 landskamper och gjort 12 mål i landslaget åren 1947-1958. Hon spelade i Sveriges första landskamp inomhus i Eriksdalshallen den 31 oktober 1947 mot Norge. Sverige vann med 6-4 och Brunnberg stod inte för något mål. 